# St. Stephan (Zaitzkofen)

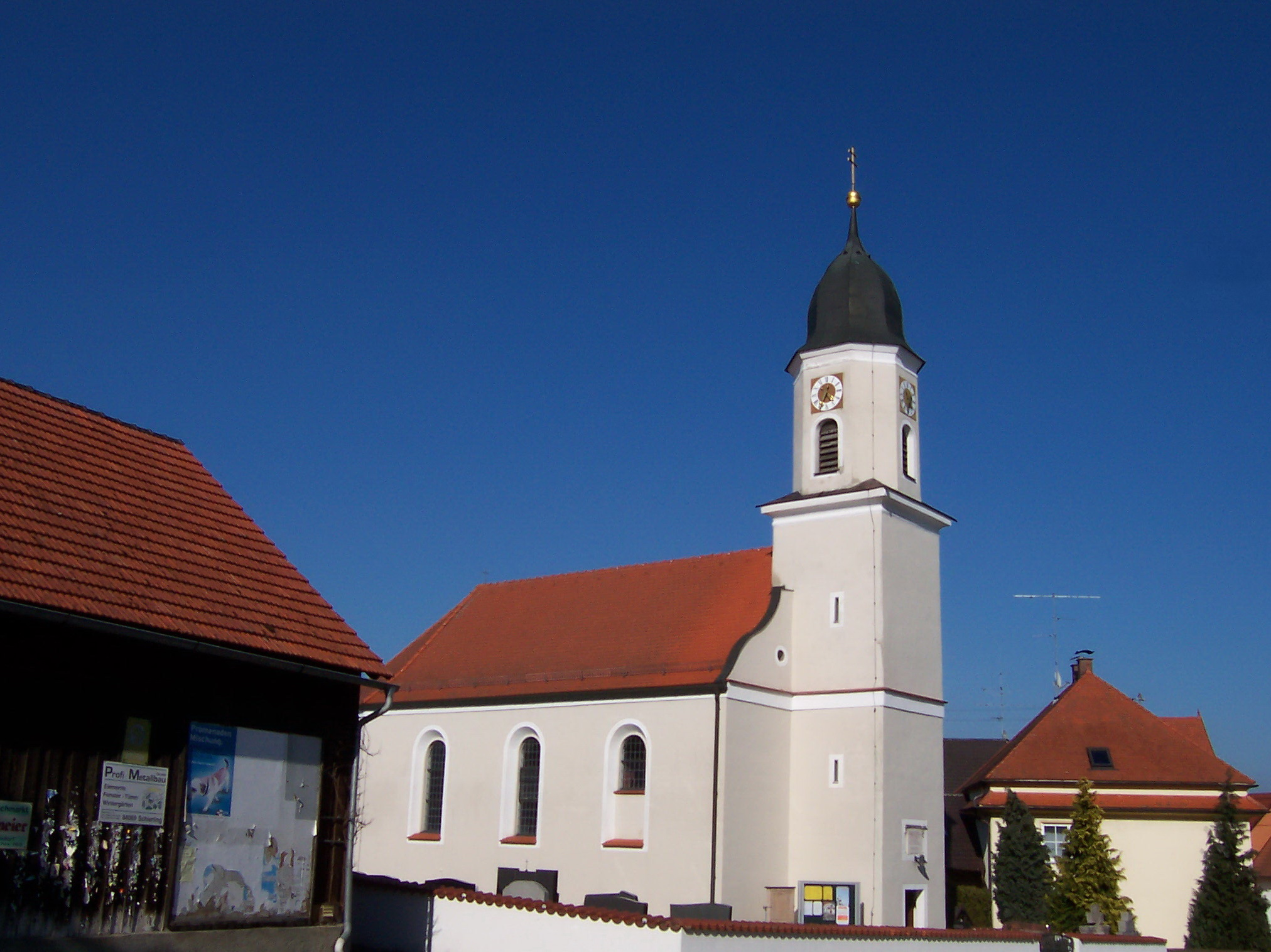
St. Stephan (Zaitzkofen)

Die römisch-katholische, denkmalgeschützte Benefiziumskirche St. Stephan steht in Zaitzkofen, einem Gemeindeteil des Marktes Schierling im Landkreis Regensburg in der Oberpfalz. Die Kirche gehört zum Bistum Regensburg. Das Bauwerk ist unter der Denkmalnummer D-3-75-196-56 als Baudenkmal in die Bayerische Denkmalliste eingetragen.

## Beschreibung
Die Saalkirche wurde 1816 anstelle eines Vorgängerbaus mit einem Langhaus mit drei Achsen, das mit einem Satteldach bedeckt ist, und einem Fassadenturm mit drei Geschossen im Süden errichtet. Der eingezogene, dreiseitig geschlossene Chor im Norden wurde erst 1842/43 angefügt. Das achteckige, oberste Geschoss des Fassadenturms beherbergt die Turmuhr und den Glockenstuhl. Darauf sitzt eine Glockenhaube. An der Westwand befindet sich eine Schutzmantelmadonna aus Sandstein.